# 最上川橋
最上川橋（もがみがわばし）は、山形県に存在する最上川に架かる橋。
最上川に架かる橋で、最上川橋の名称の物は2つ存在する。

## 山形自動車道
山形自動車道に架けられた橋で、東村山郡中山町に位置する。

## 国道345号
山形県酒田市と東田川郡庄内町に架かっており、国道345号が通る。酒田市臼ケ沢と庄内町狩川を結んでいる。1960年に着工し、1965年10月に橋が完成した。
最上川橋の建設前、現在地の下流には両羽橋と庄内橋しか存在せず、そこから上流側の本合海大橋まで約40kmの区間に橋がなく、いくつかの渡船場があるだけであった。周辺住民はこの状況に反し、同盟会を作り早期架橋を訴えた。その声に応え橋を建設することになり架橋場所が内定したが、別の場所への架橋を主張する住民が反発し、地域を二分する争いにまで発展した。2つの橋を同時着工することで争いは決着し、清川橋と共に着工。下流側が最上川橋、上流側が清川橋となった。